# オリエンテ広場

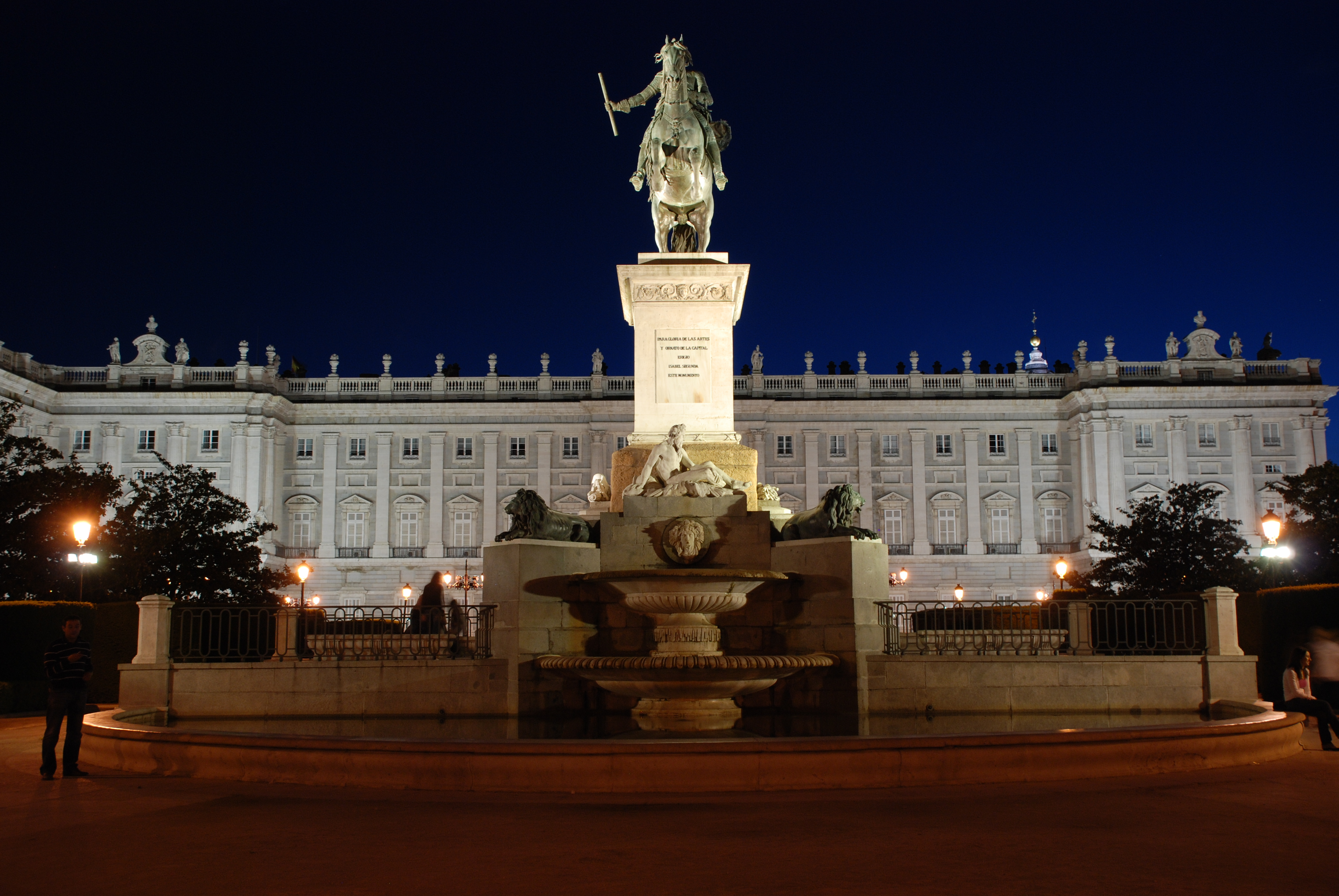
オリエンテ広場。騎馬像の背景にはマドリード王宮

オリエンテ広場 （Plaza de Oriente）は、スペイン、マドリード中心部にある広場。スペイン王ホセ1世（フランス語名ジョゼフ・ボナパルト）が中世以来の住宅が立ち並んでいた場所を一掃させ、ナルシソ・パスクアル・イ・コロメルによって広場が完成した。マドリード王宮の東側にあることから、オリエンテ（東）広場と名づけられた。広場の東側はテアトロ・レアル、北側はラ・エンカルナシオン修道院である。

## 歴史

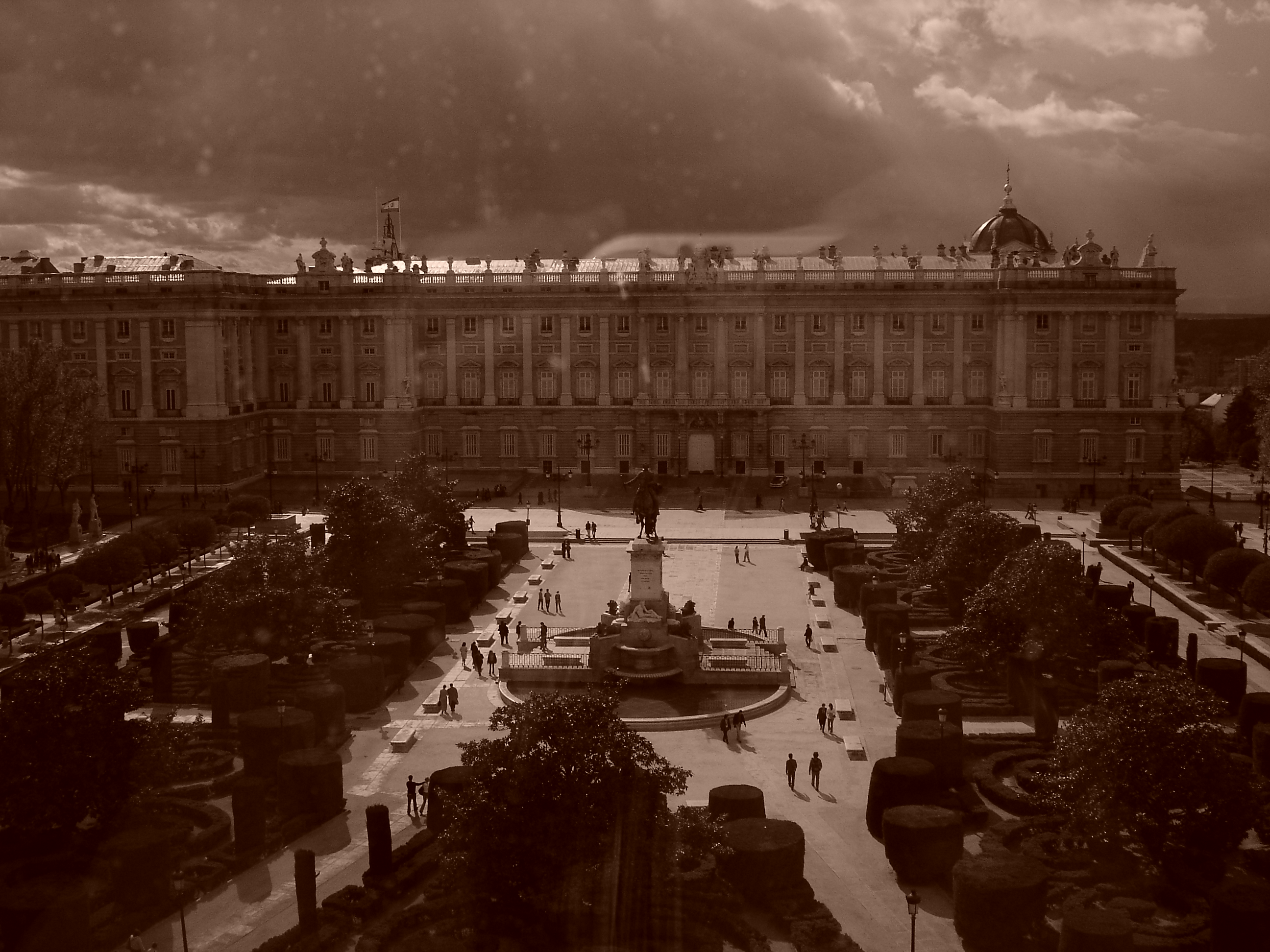
バロック様式の庭園を持つ

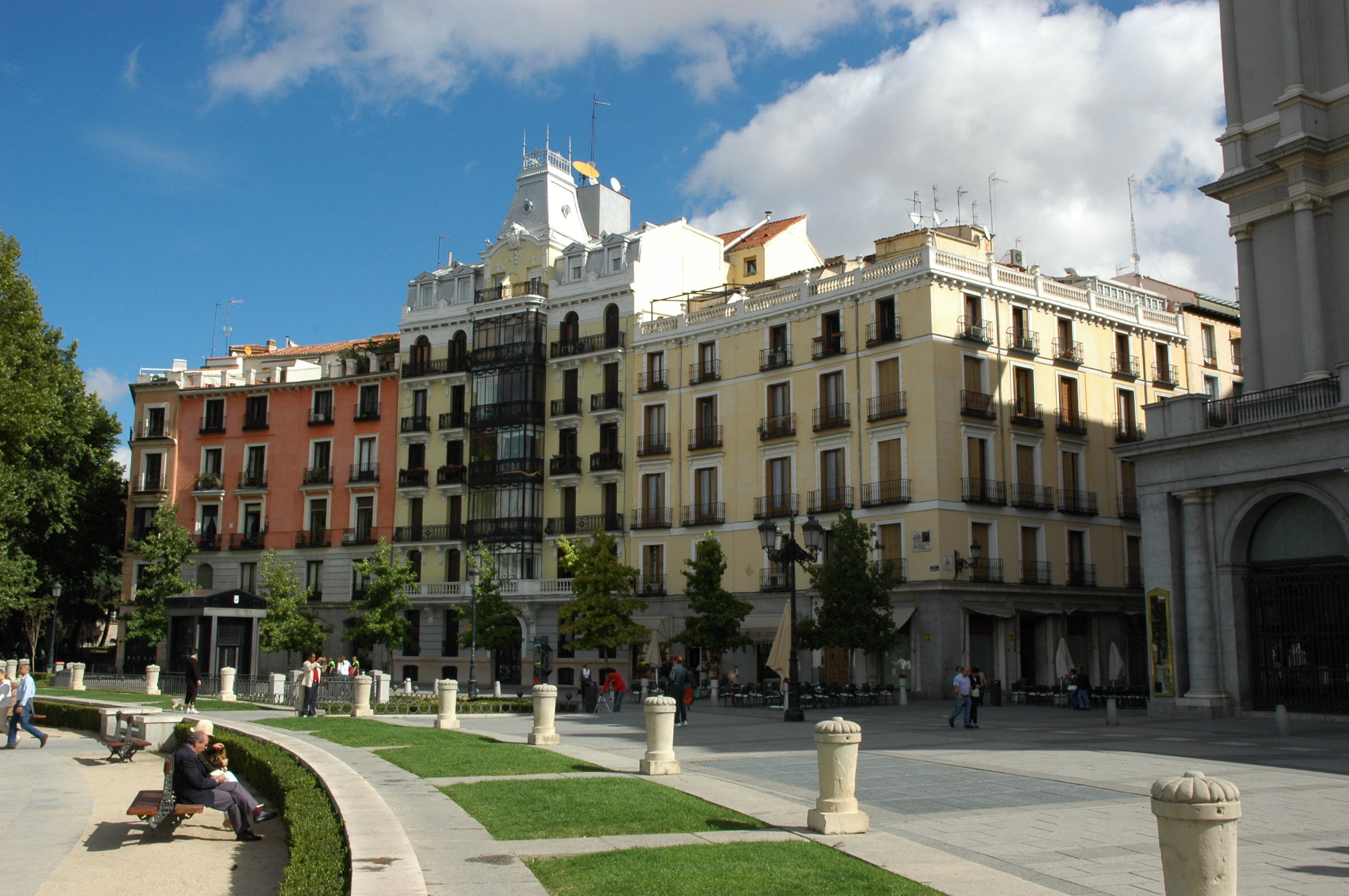
19世紀半ばに建てられた、テアトロ・レアル隣の高層住宅

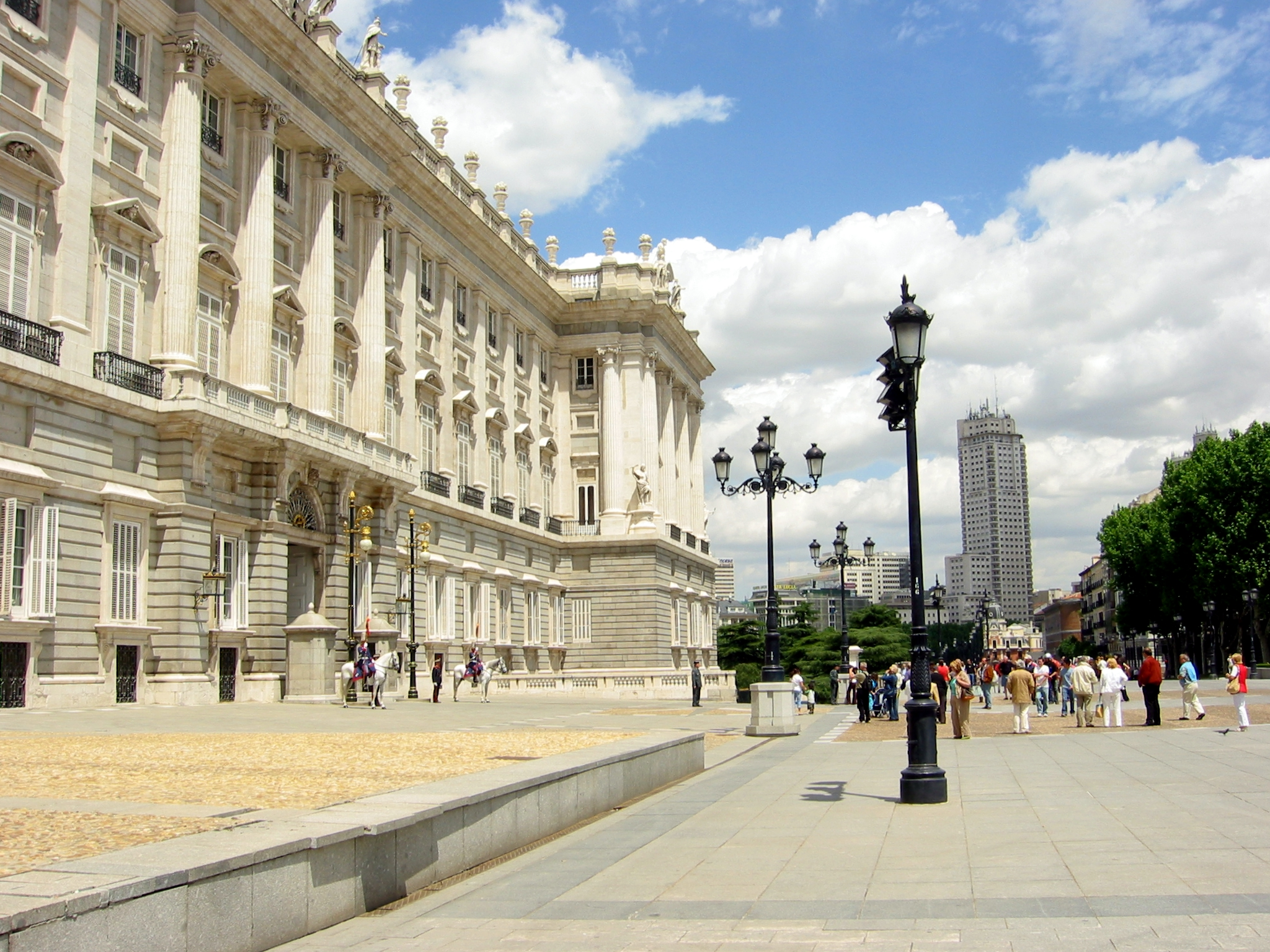
美しく舗装されたバイレン通りの舗道。1996年までここは王宮とつながっていた

18世紀につくられたマドリード王宮は東側に庭園がつくられていた。1808年から1813年までスペイン王であったホセ1世は、王宮周辺の建物を取り壊し、市内全体の道路とアクセスの良い都市計画を練った。その後フェルナンド7世は古い劇場を廃止し、王宮と向かい合う場所に新劇場（現在のテアトロ・レアル）をイシドロ・ベラスケスに設計させた。ベラスケスが指揮した計画では広場そのものは半円形で、ポルチコを設置し、劇場の両側に左右対称の住宅を3ブロックずつ連ねるものだった。
イサベル2世時代の1836年、フェルナンド7世時代に設計された建設計画が取りやめられ、替わってテアトロ・レアルのデザインと同質の建設計画で施工された。1850年までテアトロ・レアルは完成しなかったけれども、王宮を見下ろす西側ファサードは広場の外観とともにあった。
1842年、カーブのある長方形の広場となる可能性を考慮し、左右対称となる6区画が考案された。しかし区画は片側2区画に減らされた。1851年、ナルシソ・パスクアルの設計に従った建設計画で住宅建設が始まった。
広場の庭園は時間の経過とともに驚くべき変化を遂げた。1941年まで、広場の中心にあるフェリペ4世騎馬像の周りを庭園が占めたが、円周の端に移動させられた。西ゴート王国やスペイン各王家の王の彫像は44体が設置されていたが、1927年に20体に減らされた。
現在の庭園設計は1941年以来のものである。20体の彫像群は、中央の騎馬像をはさんで両側に10体ずつ並べられている。
ホセ・マリア・アルバレス市長時代の1990年代半ば、広場が再び刷新された。広場と王宮の間にバイレン通りがつくられ、王宮から広場が切り離された。テアトロ・レアルから伸びる舗道が整備された。広場の下に地下ショッピング・モールと地下駐車場をつくるという案は最終的に却下された。工事でいくつかの考古学発見（16世紀にハプスブルク家が使用したテソロ邸跡、11世紀のムーア人が建てた監視塔跡など）がなされ議論がさかんとなったが、その多くは壊され、1996年に工事は完了した。

### フェリペ4世騎馬像

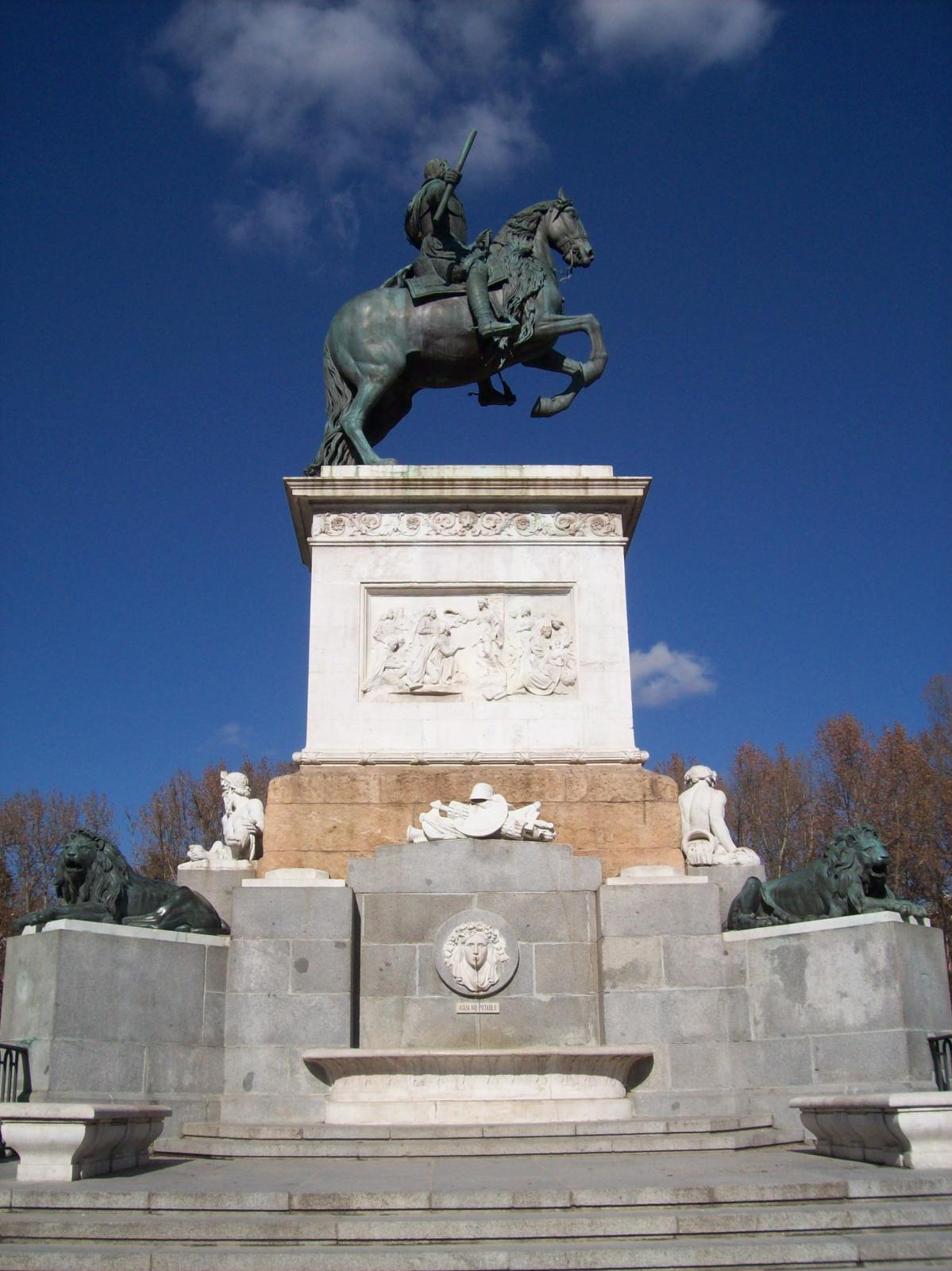
フェリペ4世騎馬像

イタリア人彫刻家ピエトロ・タッカが、ディエゴ・ベラスケスの描いた肖像を参考に頭部をつくり、胸部をフアン・マルティネス・モンタニェースがつくった。父フェリペ3世の騎馬像（マヨール広場にある）より優れた自分の像が欲しいというフェリペ4世が望み、命令を受けたオリバーレス伯公爵ガスパール・デ・グスマンが具体的に騎馬像製作の指示を出した。1843年、イサベル2世の命令でオリエンテ広場に設置された。像は東を向いている。
芸術的価値はもちろん、技術的な面からも騎馬彫刻の傑作とされている。2本の後ろ足で立ち上がったこの騎馬は世界初の試みであり、その尻尾は下に下がっている。微妙なバランスに支えられ、像の重量配分を計算した上で作られている。台座の四方には青銅製のライオン像が設置されている。その他台座のレリーフには、サンティアゴ騎士団の服装をしたベラスケス像が彫られ、フェリペ4世が芸術を保護したことを表す寓話となっている。

### スペイン王たちの彫像

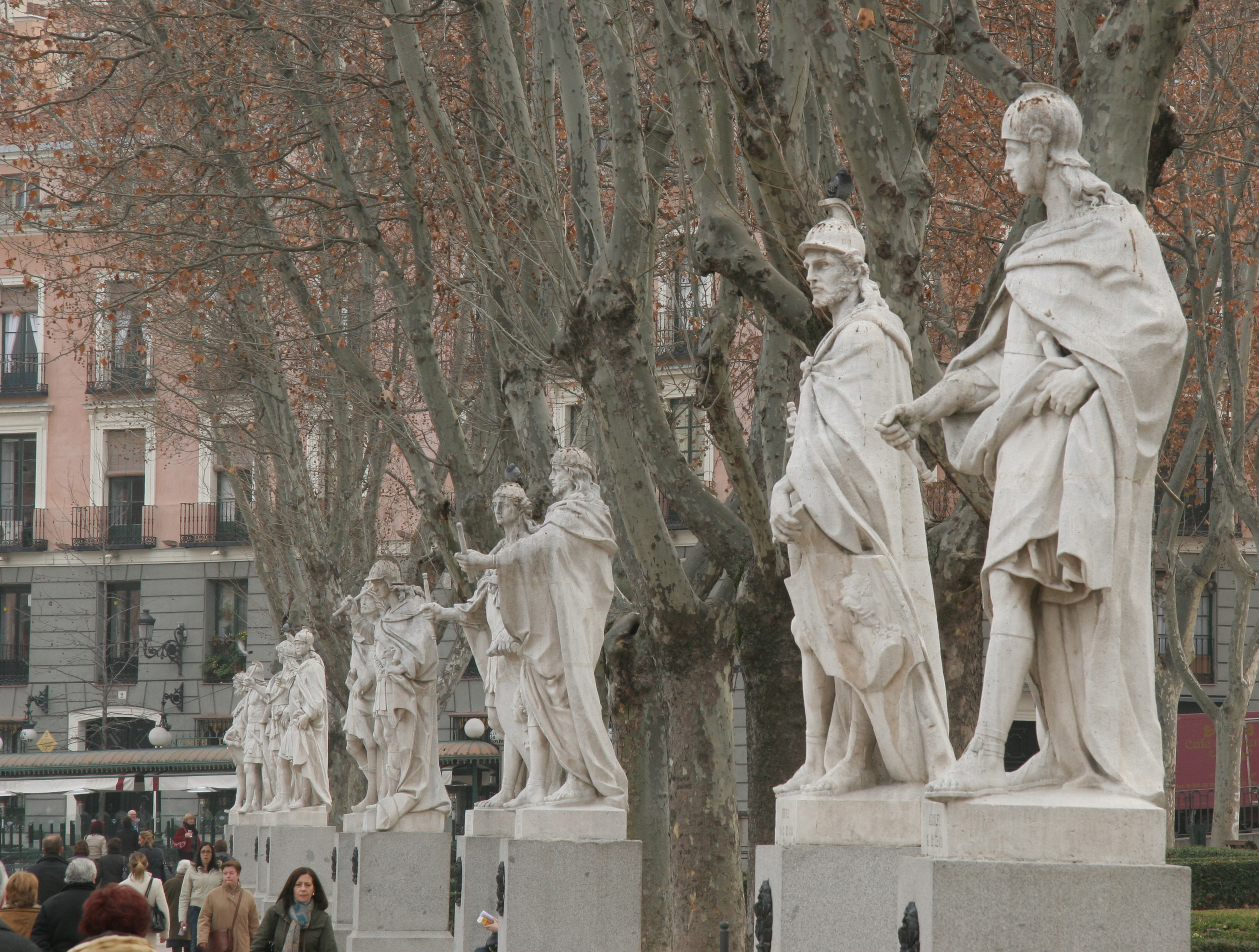
広場に並んでたつ王たちの像

広場には、20体の王たちの彫像（西ゴート王5体、レコンキスタを行ったキリスト教王国の王15体）が並んでいる。これらの像は石灰岩でつくられ、広場の中央庭園を挟み東西に分かれてたつ。
これらの彫刻は、マドリード王宮の装飾のためスペイン王に献上された一連の彫刻の一部で、フェルナンド6世時代の1750年から1753年にかけ、王宮に設置された。当初は、王宮の頂上を彫刻で装飾する構想であったが、実現しなかった。建物が彫像そのものの重みに耐えられないとされたからである。言い伝えでは、将来王様になったカルロス3世の母エリザベッタ・ファルネーゼが、天啓で彫像が王宮から崩落するのを夢にみたためだとされてきた。
彫像はすぐにマドリード市内に分散させられた。オリエンテ広場の他、レティーロ公園、サバティーニ庭園、カプリチョ公園、プエルタ・デ・トレドに彫像がある。また一部は県外に運ばれ、ナバラ王の彫像の一部がパンプローナに、またブルゴスにも彫像が運ばれた。